# Мобуту, Мари-Антуанетта
Мари́-Антуане́тта Мобу́ту (фр. Marie-Antoinette Mobutu), урождённая Мари-Антуанетта Гбиатибва Гогбе Йетене (фр. Marie-Antoinette Gbiatibwa Gogbe Yetene; 1941, Мобайе-Мбонго, Северное Убанги — 22 октября 1977) — первая жена Мобуту Сесе Секо, правившего Заиром с 1965 по 1997 год.

## Биография
Мари-Антуанетта родилась в Банзивилле (ныне Мобайе-Мбонго) в Экваториальной провинции приблизительно в 1941 году. По национальности нгбанди. В 1955 году, в возрасте 14 лет, она познакомилась и вышла замуж за Жозефа-Дезире Мобуту, который тоже был по национальности нгбанди. В том же году Мари-Антуанетта родила первого сына Ниву.
Мари-Антуанетта родила девять детей: Жана-Поля Ниву (1955—1994), Нгомбо (род. ок. 1957), Манду (1959—2004), Конгу (ок. 1960—1995), Нгавали, Янгу, Якпву, Конгулу (1970—1998) и Нгабию.
22 октября 1977 года умерла от сердечной недостаточности 22 октября 1977 года в Женолье (Швейцария), в возрасте 36 лет. Похоронена 27 октября того же года на кладбище Гомбе в Киншасе.

## Деятельность
Посещала католические миссионерские школы и поддерживала Римско-католическую церковь, несмотря на более позднюю борьбу её мужа с католическим духовенством, занималась благотворительностью, помогала молодым матерям, сиротам и слепым, поддерживала жён и вдов военных, была отмечена как общительный человек. Имела прозвище «Мама Сесе» (иногда просто «Мама»).
Мари-Антуанетта сопровождала своего мужа Мобуту Сесе Секо во время его официальных визитов в другие страны. Например, она была с ним на встрече с президентом США Рональдом Рейганом в 1970 году.